# 上坪镇 (龙川县)
上坪镇是中华人民共和国广东省河源市龙川县下辖的一个镇，位于龙川县的北部。全镇总面积206平方公里，下辖1个社区13个村，总人口约2.8万人。该镇的特色民俗为每年元宵节期间的舞香火龙。